# Stygnomma fuhrmanni
Stygnomma fuhrmanni is een hooiwagen uit de familie Stygnommatidae.